# Ратници са Акбара
Ратници са Акбара (фр. La Quête de l'oiseau du temps) је француски серијал стрипова фантастике, чији су аутори сценариста Серж Ле Тендр (фр. Serge Le Tendre) и цртач Режис Лоазел (фр. Régis Loisel). Прву епизоду серијала објавио је 1983. француски издавач Дарго (Dargaud).

## Прича
Свет Акбара је у опасности: Рамор, проклети бог, само што се није ослободио из своје вечне тамнице. Принцеза-чаробница Мара пронашла је начин да спречи његово ослобађање из шкољке, у коју су га затворили остали богови. Да би у овоме успела, неопходно је да обави обред, за који јој је потребна легендарна Птица времена, митолошко биће способно да контролише ток времена. Мара шаље своју кћерку, Пелису, свом пријатељу и љубавнику из младости, Брагону, некада неустрашивом ратнику, а сада оседелом господару имања, да га убеди да се прикључи још једној, последњој авантури, како би спасили чудесни свет Акбара.
Међу најбољим аспекатима овог серијала, поред лика Пелисе и Лоиселовог живописног осликавања фантастичног света Акбара, издваја се необична и прелепа флора и фауна Акбара, као и меланхолични тон који прожима читаву причу: о томе како се остарели хероји суочавају са славом која бледи, како злочинци прихватају своју прошлост и успевају да нађу мир, и како настају нови, млади хероји, како заузимају место својих претходника и уче да прихватају своје прве поразе ...

## Издања
Оригинална прича састоји се из четири појединачна албума, којима је заокружена прича о потрази за Птицом времена и борби са злом затвореним у Раморовој шкољци. Објављене су следећим редом:
1. Раморова шкољка (La Conque de Ramor, 1983)
2. Храм заборава (Le Temple de l'oubli, 1984)
3. Крутоња (Le Rige, 1985)
4. Црно јаје (L'Œuf des ténèbres, 1987)

Деценију након окончања оригиналног серијала, аутори су започели нови серијал, који говори о догађајима који су претходили оригиналном серијалу, почев од Брагонове младости и одласка од куће у потрази са славом и ратничком вештином. У овом серијалу, који још увек није окончан, објављени су следећи албуми:
1. Пријатељ Жавен (1998)
2. Божанска књига магије (Le Grimoire des Dieux , 2007)
3. Крутоњин пут (La Voie du Rige , 2010)
4. Витез Брагон (Le Chevalier Bragon , 2013)
5. Празнине (L'Emprise , 2017)

На српском језику је објављено девет епизода овог серијала, у издањима новосадског Маркетпринта, односно београдског издавача Дарквуд. Прве четири епизоде објављене су у црно-белој варијанти у месечној стрип ревији Стрипотеци, а затим и у засебним албумима, у боји, а следећих пет епизода новог циклуса серијала објављене су само у Стрипотеци, у црно-белој варијанти. Очекује се да познати београдски стрип издавач Darkwood д.о.о. ускоро објави интегрално издање овог стрип серијала. Загребачка издавачка кућа Фибра објавила је 2016. године интегрално издање прве четири епизоде овог серијала под насловом Потрага за Птицом времена.